# Konrad I głogowski
Konrad I głogowski (ur. między 1222 a 1231, zm. 6 sierpnia w 1273/1274) – książę głogowski (1251-1273/1274).

## Genealogia
Konrad I głogowski był czwartym pod względem starszeństwa synem Henryka II Pobożnego i królewny Anny, córki króla czeskiego Przemysła Ottokara I.
| 4. Henryk I Brodaty zm. 19 marca 1238         |  |                                          |  |  |                       |
|                                               |  | 2. Henryk II Pobożny zm. 9 kwietnia 1241 |  |  |                       |
| 5. Jadwiga z Andechs zm. 14 października 1243 |  |                                          |  |  |                       |
|                                               |  |                                          |  |  | 1. Konrad I głogowski |
| 6. Przemysł Ottokar I zm. 15 grudnia 1230     |  |                                          |  |  |                       |
|                                               |  | 3. Anna Przemyślidka zm. 23 czerwca 1265 |  |  |                       |
| 7. Konstancja węgierska zm. 6 grudnia 1240    |  |                                          |  |  |                       |
|                                               |  |                                          |  |  |                       |

## Krótkie współrządy z Bolesławem Rogatką

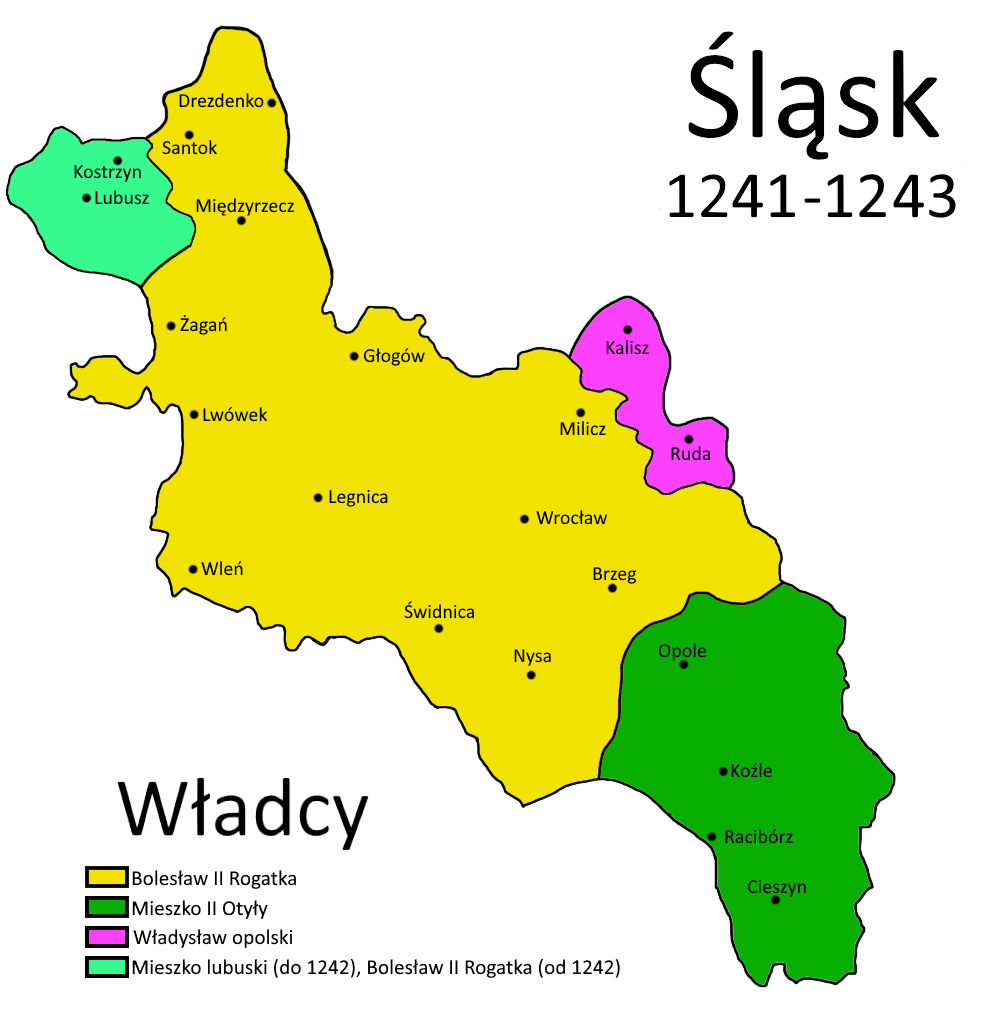
Księstwo Śląskie w latach 1241–1243

Henryk Pobożny osierocił pięciu synów: Bolesława II Rogatkę (zm. 1278), Mieszka (zm. 1241/1242), Henryka III Białego (zm. 1266), Konrada I (zm. 1273/1274) i Władysława (zm. 1270). Po śmierci Henryka Pobożnego przez rok rządy na Śląsku sprawowała wdowa – regentka Anna. Realna władza nad całą dzielnicą śląską w latach 1242–1247 była w rękach Bolesława Rogatki.
Przypuszczalnie, już w wieku młodzieńczym Konrad jako czwarty dopiero z rzędu syn Henryka Pobożnego przeznaczony był do stanu duchownego. Decydujący wpływ na tę decyzję miała jego babka, księżna Jadwiga Śląska. Starając się o pełnienie funkcji kościelnych, rozpoczął nauki najpierw zapewne w kraju a później podjął studia na uniwersytecie paryskim. Z braku dokumentów źródłowych nie wiemy nic o studiach paryskich księcia Konrada. Karierę rozpoczął jako proboszcz głogowski. Natomiast będąc biskupem elektem zrzucił sutannę i ożenił się z Salomeą Odonicówną.
W 1248 r. doszło do podziału dzielnicy śląskiej na dwa księstwa. Na podstawie istniejących dokumentów przyjmuje się, że podział dzielnicy śląskiej pomiędzy Bolesławem Rogatką a Henrykiem Białym nastąpił między 8 lipca a 4 września 1248 r.. Z przekazów źródłowych wynika, że północną część Śląska wraz z Legnicą i Głogowem objąć miał w posiadanie Henryk Biały, a Bolesław Rogatka miał zarządzać południową częścią dzielnicy wraz ze stołecznym grodem Wrocławiem. Uposażeniem Władysława miał zajmować się Henryk Biały, zaś uposażeniem Konrada Bolesław Rogatka. Zamysł takiego podziału miał obowiązywać według „systemu wspólnot „braci niedzielnych".
     Henryk III Biały
     Władysław opolski
     Bolesław II Rogatka

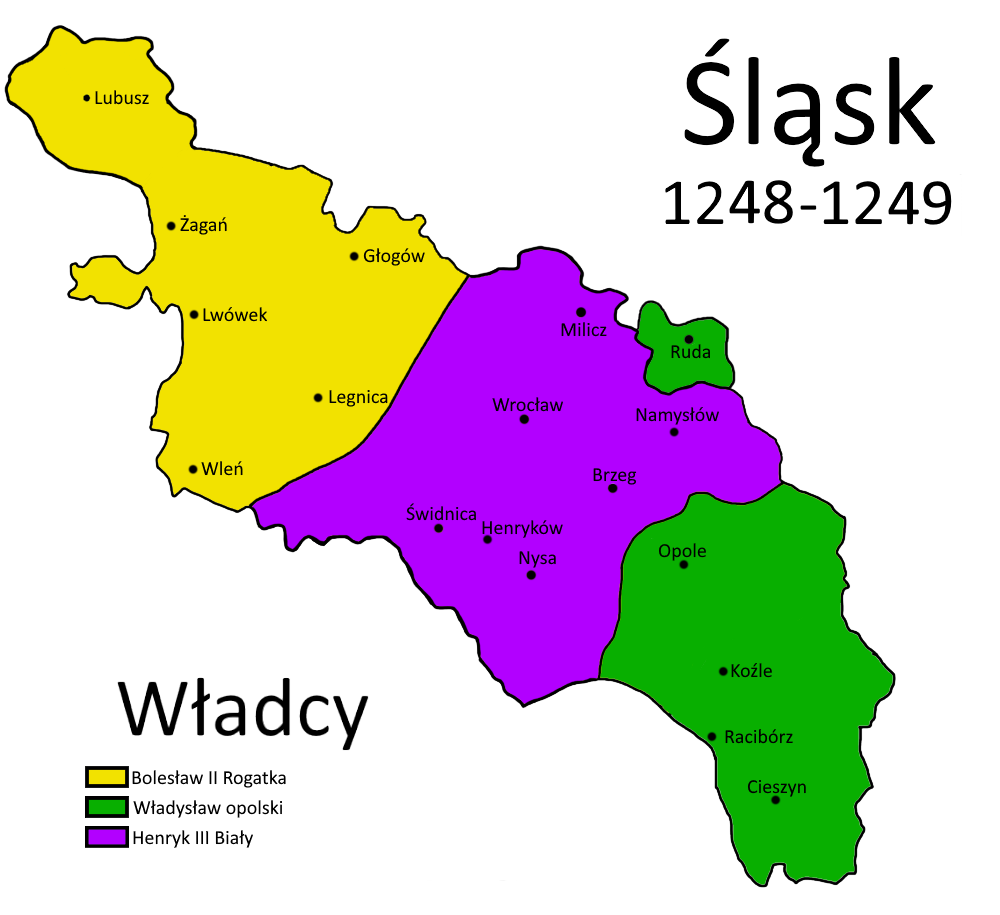
1248-1249
Henryk III Biały
Władysław opolski
Bolesław II Rogatka

Ostatecznie doszło do zmiany ustaleń podziałowych i tak Bolesław Rogatka otrzymał dzielnicę legnicko-głogowską, a Henryk Biały objął dzielnicę wrocławską. Okoliczności, które doprowadziły do zamiany dzielnic, są w źródłach opisane pokrętnie, przez co pociągają za sobą wiele perturbacji interpretacyjnych i ustalenie prawdziwej przyczyny dokonanej pomiędzy braćmi zamiany nastręcza bardzo wielu problemów.
Od 1248 r. Konrad zgodnie z Bolesławem Rogatką zaczyna pojawiać się w dokumentach jako wystawca, co oznaczało, że został formalnie dopuszczony do współrządów w księstwie legnicko-głogowskim. Ostatni wspólnie wystawiony dokument pochodzi z 15 czerwca 1249 roku.

## Początek współpracy z Przemysłem I
W połowie 1249 r. Konrad zaczął domagać się od starszego brata części swojego dziedzictwa w postaci samodzielnych rządów. Można przypuszczać, że mający już niższe święcenia (subdiakonat), od 1247 r. Konrad występował jako prepozyt kolegiaty w Głogowie, porzucił studia uniwersyteckie, gdy wystąpiła możliwość objęcia dziedzictwa na Śląsku. Bolesław Rogatka wolał jednak Konrada jako dostojnika duchownego i dlatego wystarał mu się na terenie Bawarii o biskupstwo w Passawie. Prawdopodobne jest, że Konrad nigdy do biskupstwa nie przybył.
Zapewne nieporównywalnie bardziej interesowała go kariera polityczna. Roszczenia Konrada, będące w sprzeczności z intencjami politycznymi Bolesława Rogatki, spowodowały gwałtowną odmowę Bolesława a nawet za przekazem Rocznika kapituły poznańskiej nastawanie na życie Konrada, co sprawiło, że Konrad rozpoczął szukać pomocy na innych dworach. Rocznik kapituły poznańskiej podaje, że w 1249 r. Konrad przybył do Wielkopolski. Książę Konrad został przychylnie przyjęty przez Przemysła, ponieważ przybycie księcia dawało okazję rozpoczęcia walk Przemysła z Bolesławem Rogatką i zneutralizowanie roszczeń Bolesława do południowej Wielkopolski. Nie ma wątpliwości, że Przemysł zobowiązał się wesprzeć wojskowo księcia Konrada, aby ten mógł odzyskać część swojej ojcowizny. Zgodzić się należy z domniemaniem, że Konrad w zamian za otrzymane od Przemysła I wsparcie zrzekł się na jego rzecz swych praw do Wielkopolski. 24 sierpnia 1249 r. Przemysł I|Przemysł z wojskiem był na granicy śląskiej.
Książę wielkopolski wraz ze swoim rycerstwem zdobył twierdzę w Bytomiu, którą przekazał we władanie księcia Konrada. W tym samym czasie, podczas walk pod Bytomiem Przemysł pojmał i uwięził Bolesława. Niewiele można powiedzieć, jakie polityczne następstwo przyniosło uwięzienie przez Przemysła księcia Bolesława. Zwłaszcza trudno ustalić, czy pojmanie sprawiło wydzielenie Konradowi samodzielnej dzielnicy.
Po zdobyciu Bytomia i uwięzieniu księcia Bolesława przez Przemysła, książę Konrad powrócił do Poznania, gdzie pod koniec 1249 r. odbył się ceremoniał zaślubin jego i Salomei, w którym to ceremoniale udział wziął arcybiskup Pełka i biskup poznański Boguchwała.

## Wojna i kolejny podział dzielnicy śląskiej( 1249–1251)

### Działania zbrojne Bolesława Rogatki przeciw Henrykowi III Białemu
Bolesław Rogatka nie mogąc pogodzić się z niekorzystnym podziałem dzielnicy śląskiej rozpoczął działania zbrojne przeciw Henrykowi. Zorganizowana wyprawa przeciw księciu wrocławskiemu zakończyła się kompletnym niepowodzeniem.

### Przymierze między młodszymi braćmi
Przekaz Rocznika kapituły poznańskiej dowodzi, że w latach 1249-1250 musiało dojść do porozumienia między młodszymi braćmi, zgodnie z którym Henryk Biały zobowiązał się do udzielenia pomocy Konradowi w jego zamiarach pozyskania własnej dzielnicy, uzyskanej z dzielnicy Bolesława Rogatki. Porozumienie to należy odnieść do roku 1249. Istnienie przymierza między młodszymi braćmi potwierdza także skierowany przeciw Henrykowi Białemu, akt wystawiony przez Bolesława Rogatkę na ręce arcybiskupa magdeburskiego, w którym to dokumencie brak jest zezwolenia Konrada na zbycie części Lubusza. Porozumienie między Henrykiem Białym a Konradem musiało być zawarte przed udaniem się Konrada do Wielkopolski.

### Ugoda starszych braci
Perspektywa zagrożenia ze strony Przemysła wielkopolskiego spowodowało ugodę pomiędzy Bolesławem Rogatką a Henrykiem Białym. Do szybkiego działania przeszedł także Konrad, który według przekazu Rocznika kapituły poznańskiej, w 1250 r. uwięził swego brata księcia wrocławskiego Henryka Białego. Jak informuje przytoczony już Rocznik kapituły poznańskiej, został wówczas Henryk Biały zmuszony do wsparcia Konrada i przyrzeczenia do walki przeciw Bolesławowi Rogatce. Bój miała trwać aż do chwili wyegzekwowania na Bolesławie odstąpienia części swojej dzielnicy na rzecz „niedzielnego brata”. Jeśli chodzi o Henryka to gwarantował Konradowi rekompensatę z własnej ziemi gdyby zrezygnował z walki o prawa Konrada do należnej mu części ojcowizny. Gwarantem tego wymuszonego na Henryku Białym układu byli oddani w zamian za książęcą wolność zakładnicy.

### Bunt rycerstwa
Wspólny atak przeprowadzony w roku 1251 przez księcia wrocławskiego Henryka Białego i Konrada wraz z posiłkami wielkopolskimi oraz bunt rycerstwa przeciwko Bolesławowi, spowodował, że Henryk Biały zajął Lubiąż i Sądowel, który następnie z nieznanego powodu przeszły pod władzę Konrada, który także przejął władzę w Głogowie, Bytomiu, Ścinawie i być może także Krośnie.

### Nowy podział Śląska

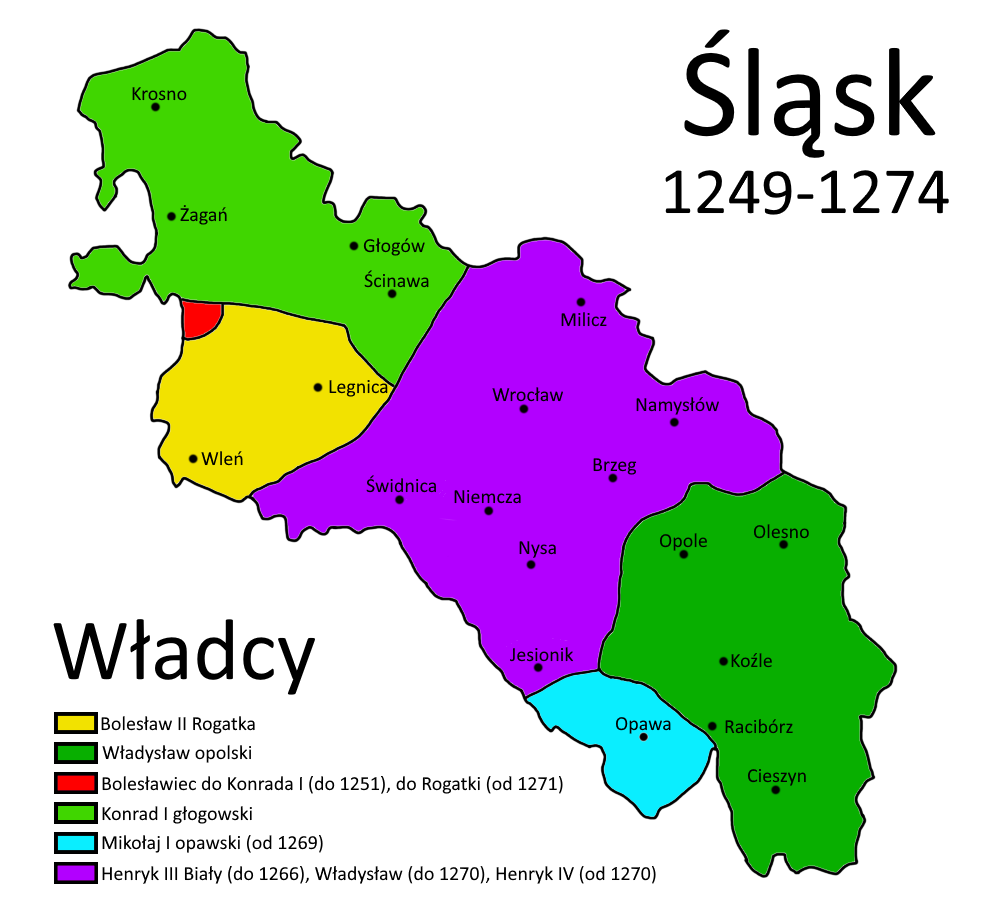
Księstwo głogowskie pod rządami Konrada I głogowskiego (zielony kolor)

Przekaz Kroniki polsko-śląskiej informuje o usunięciu Bolesława Rogatki z tronu, na który przywrócił go ponownie Henryk Biały. Ingerencja Henryka Białego na rzecz Bolesława Rogatki miała miejsce w latach 1249–1251. Prawdopodobne jest, że interwencja Henryka Białego na rzecz Bolesława była chęcią zawężenia w ten sposób terenu, który miał otrzymać po zwycięskiej wojnie Konrad. Zaistniałe wydarzenia wymagały od przeciwstawnych stron uzgodnienia nowego podziału Śląska. Opierając się na wystawionych z tego okresu dokumentach można założyć, że doszło w owym czasie do spotkania pomiędzy Henrykiem Białym, Konradem i jeśli nie samym Bolesławem Rogatką to jego przedstawicielem Lassotą. Można przyjąć, że celem spotkania było prawdopodobnie uregulowanie granic. Koniec roku 1251 przyniósł dzielnicy śląskiej nie tylko wyczekiwany pokój, ale także nowe warunki polityczne – wyodrębniły się trzy niezależne księstwa.

## Śląsk w sferze czeskich wpływów (1252–1257)

### Zjazdy książąt śląskich
W dniu 2 sierpnia 1252 r. jak informuje Rocznik kapituły poznańskiej, Przemysł uwieńczył Konrada, pasem rycerskim i nadał mu godność rycerza. Uroczystość, jak można przypuszczać, odbyła się w katedrze poznańskiej w obecności biskupa Boguchwały, jak również zapewne w obecności wielu zaproszonych innych, ważnych nieznanych nam imiennie gości.
W 1252 r. Konrad wraz z Przemysłem I dokonał ataku na księstwo wrocławskie. Henryk Biały w odpowiedzi, zapewne jeszcze w tym samym roku dokonał najazdu na księstwo głogowskie i zajął kasztelanię sądowelską.
Rok 1253 przyniósł niewątpliwe uspokojenie w stosunkach pomiędzy braćmi. W lutym 1253 r. doszło do spotkania we Wrocławiu pomiędzy synami Henryka Pobożnego wraz z ich matką Anną i biskupami wrocławskim Tomaszem I i lubuskim Wilhelmem. Z powodu braku dokumentów źródłowych oraz z powodu na miejsce spotkania zakłada się, że inspirator tego spotkania Henryk III chciał przekonać pozostałych braci do współpracy. Zakłada się również, że z powodu na przychylne kontakty Henryka III z praskim dworem agitował pozostałych braci do przychylnego stanowiska wobec czeskiego władcy. Jednak żaden stabilny sojusz nie został zawarty.
W lipcu 1253 r. w Środzie doszło do kolejnego spotkania Henryka Białego z Konradem głogowskim i Bolesławem Rogatką. Przypuszczalną przyczyną spotkania był konflikt czesko-węgierski i próba nakłonienia przez Henryka III braci do zadowalającego stanowiska wobec czeskiego władcy. Z przebiegu dalszych wypadków przyjmuje się, że zachody Henryka III zakończyły się sukcesem. Bolesław Rogatka i Konrad głogowski będąc neutralnymi wobec Czech nie wzięli udziału w działaniach wojennych. Z powodu wydarzeń jakie miały miejsce na granicy wielkopolsko-śląskiej można zakładać, że tym zdarzeniom także został poświęcony zjazd. Źródła z 1253r. nie informują wprost o toczonych walkach, ale wiadomo, że w tym czasie został osadzony w areszcie przez Przemysła I kasztelan ryczyński Mroczko. Z Księgi henrykowskiej wynika, że do tego wydarzenia musiało dojść po 31 lipca 1253 r. ponieważ tego dnia Mroczko przebywał jeszcze na wolności. Z powodu milczenia źródeł i wydarzeń z przeszłości, z daleko idącą przezornością należy przyjąć, że Przemysł I był agresorem, tym bardziej, że w tym czasie Przemysł I był w sojuszu z Władysławem opolskim i wyprawa Henryka III na Wielkopolskę spotkałaby się przypuszczalnie z najazdem Opolczyka na dzielnicę wrocławską. Miesiące zimowe położyły kres prowadzeniu dalszych walk.
Czasowy rozejm pozwolił na zorganizowanie kolejnego zjazdu książąt śląskich. Miejscem spotkania był Głogów, do którego przybył Henryk III wraz z biskupem wrocławskim Tomasza I. Przypuszczalnie celem spotkania z powodu braku materiałów źródłowych, było uwolnienie kasztelana Mroczki. Być może, że Henryk III starał nakłonić się Konrada do pośredniczenia w stosunku do księcia wielkopolskim w sprawie uwolnienia kasztelana. Z powodu na zaszłe zdarzenia działania podjęte przez Konrada, jeśli w ogóle były takowe, okazały się wielce bezowocne.
Z Rocznika kapituły poznańskiej wynika, że z powodu nieuregulowania przez Henryka III okupu za kasztelana ryczyńskiego na początku marca 1254 r. Przemysł I zrealizował najazd na ziemię Henryka Białego. Najazd dotarł aż w okolice Oleśnicy, która została splądrowana. Jednak prawdopodobne jest, że główną przyczyną najazdu była demonstracja siły wobec chwiejnego sojusznika Przemysła I (Konrada) a nie względy finansowe.
W dniu 4 czerwca 1254 r. we Wrocławiu zorganizowane został kolejny zjazd książąt śląskich, w którym uczestniczyli obok gospodarza Henryka III, biskup Tomasz I, Bolesław Rogatka i Konrad głogowski. Z dyplomu wydanego z okazji tego zjazdu najważniejsza wiadomość dotyczy tego, że doszło do jego wystawienia w czasie wiecu, w czasie którego debatowano o uwolnieniu kasztelana ryczyńskiego oraz wydano akty dotyczące budowy grodów. Zauważalny zatem jest, że problem uwolnienia komesa Mroczki była kwestią, która musiała być szybko rozwiązana. Akty dotyczące budowy grodów były podyktowane przypuszczalnie tym, że wrocławski dwór spodziewał się działań zbrojnych Przemysła I, do których doszło we wrześniu 1254 r..
W listopadzie 1254 r., znowu we Wrocławiu zorganizowane zostało kolejny zjazd książąt śląskich, w którym udział wzięli obok gospodarza Henryka III, Bolesław Rogatka i Konrad głogowski. Z powodu braku materiałów źródłowych, można zakładać, że spotkanie wiązało się ze zbliżającą wizytą we Wrocławiu króla Czech Przemysła Ottokara II. Przy okazji krucjaty do Prus król miał zjawić się na wrocławskim dworze. Można zakładać, że Henryk III nalegał na braci aby przyjęli wspólną postawę polityczną wobec Przemysła Otokara II.
Czeski król pod koniec 1254 r. zjawił się we Wrocławiu, w którym spędził Boże Narodzenie. Pobyt Przemysła Ottokara II, chociaż żadnego oficjalnego układu nie zawarto, miał na celu, przede wszystkim, zintegrowanie książąt śląskich w sprawie stworzenia przez króla czeskiego na ziemiach polskich proczeskiego obozu.

### Akcja dyplomatyczna przywrócenia śląskiego panowania na ziemiach południowej Wielkopolski
W 1256 r. we Wrocławiu odbył się spotkanie, w którym brali udział Henryk III, księżna Anna, Bolesław Rogatka, Konrad oraz biskupi: wrocławski Tomasz i lubuski Wilhelm. Prawdopodobnie w czasie tego zjazdu, w powiązaniu ze Stolicą Apostolską podjęto się przeprowadzenia akcji dyplomatycznej, której celem było przywrócenie śląskiego panowania na ziemiach południowej Wielkopolski. Książęta śląscy dążyli spożytkować autorytet Rzymu, by rewindykować swe dawne ziemie. Wysłali do Rzymu suplikę, przypuszczalnie przy poparciu króla czeskiego Przemysła Ottokara II, dotyczącą zatwierdzenia ugody granicznej z 1234 r., zawartej przez ich dziada, Henryka Brodatego, z Władysławem Odonicem, na podstawie której południowa Wielkopolska, aż po rzekę Wartę miała na powrót zostać ich własnością. Zgodnie z bullą z 23 grudnia 1256r., składającymi skargę byli wszyscy książęta śląscy. Papież zadecydował o powtórnym rozpatrzeniu ugody granicznej przez utworzoną przez niego komisję, składającą się z biskupa ołomunieckiego Bruna i lubuskiego Wilhelma. Już 18 stycznia 1257 r. Aleksander IV opublikował odpis z papieskich regestów bulli Grzegorza IX z 1235 r. Nowa wystawiona bulla posiadała taką samą moc prawną, jaką posiadał przepadły oryginał, gdyby się na nowo odnalazł, co było jednoznaczne z uzyskaniem praw do ziem południowej Wielkopolski synom Henryka Pobożnego.

## Spór z Kościołem katolickim (1257–1261)
Z powodu zaistniałej sytuacji na Śląsku do żadnych działań zbrojnych w celu odzyskania południowych obszarów Wielkopolski nie doszło. Stało się to za sprawą działań Bolesława. 2 października 1256 r. książę porwał biskupa wrocławskiego Tomasza I, którego następnie uwięził na Zamku Wleń a potem osadził go w legnickim zamku. Postępowanie Bolesława Rogatki spotkało się z natychmiastowym działaniem zwierzchnika polskiego Kościoła, arcybiskupa Pełki, który prawdopodobnie w październiku 1256 r., obłożył legnickiego księcia ekskomuniką. 8 kwietnia 1257 biskup wrocławski Tomasz I, odzyskał wolność. Uwolnienie wrocławskiego biskupa nie stanowiło końca konfliktu i nie czyniło o zdjęciu z księcia ciążących na nim kar kościelnych. Arcybiskup gnieźnieński ogłosił krucjatę przeciwko Bolesławowi. Henryk Biały jak i Konrad, z powodu zaistniałej sytuacji przejęli sprawy we własne ręce i odebrali organizatorom krucjaty podstawy do jej przeprowadzenia, ponieważ zgodnie z przekazem Rocznik kapituły poznańskiej, Konrada przypuszczalnie za zgodą Henryka III porwał Bolesława Rogatkę i wraz z nim uciekł do Głogowa, a następnie przetransportował go do więzienia we wrocławskim zamku. Jednak Konrad jak i Henryk Biały nie podjęli wystarczających działań wobec Bolesława, by wymusić na nim ustępstwa w stosunku do kościoła. Co prawda sam Bolesław Rogatka starał się obciążyć swoich braci odpowiedzialnością za uwięzienie biskupa. W historiografii wybuchła dyskusja co do prawdziwego uczestnictwa młodszych braci w działaniach Bolesława Rogatki. Niewykluczone jest, że racja jest po stronie tych, którzy oczyszczają z podejrzeń Konrada i Henryka. Wydaje się bowiem mało prawdopodobnym, aby w okresie walki jakie śląscy książęta podjęli w Rzymie w celu pozyskania poświadczenia praw do południowej części Wielkopolski, wystąpili oni z otwartym konfliktem z Kościołem. Nadto zarówno kościelne kary, jak i ogłoszenie krucjaty obciążały nie wszystkich śląskich książąt, ale przede wszystkim księcia legnickiego, przez to można mniemać o wyłączeniu z kręgu podejrzanych Henryka III i Konrada.
Starania czynione przez Henryka Białego, w celu unieważnienia ciążących na Bolesławie Rogatce kar kościelnych, zakończone zostały całkowitym sukcesem. Dnia 13 października 1261 r. papież Urban IV wystawił akt, w którym zdejmował klątwę z Bolesławia Rogatki. Urzędowe zniesienie kar nastąpiło 20 grudnia 1261 r.

## Śląsk w proczeskim obozie (1260–1273/1274)
24 czerwca 1260 r. w północnej Austrii król czeski Przemysł Ottokar II zarządził zjazd wszystkich swoich sojuszników. Na wezwanie czeskiego króla w ustalonym miejscu przybyli książę karyncki Ulryk, jego brat arcybiskup Filip, Otton margrabia brandenburski, a z książąt śląskich Henryk wrocławski i Władysław opolski. Sprawą sporną pozostaje uczestnictwo w spotkaniu pozostałych książąt śląskich, Konrada głogowskiego i Bolesława legnickiego.
22 lipca 1260 r. w Głogowie, doszło do ważnego zjazdu, w którym brali udział wszyscy synowie Henryka Pobożnego, ich matka księżna Anna oraz biskup Tomasz I. Nieznana jest przyczyna zjazdu. Przypuszcza się, że mogło chodzić o uzyskanie zbrojnej pomocy Konrada i Bolesława Rogatki, dla Przemysła Ottokara II. Inną przyczyną zjazdu mogło być zapobieżenie zagrożeniu mongolskiemu. W listopadzie 1259 r. Mongołowie wspólnie z posiłkami ruskimi i jaćwieskimi najechali Małopolskę i rujnowali ją, aż do wiosny roku przyszłego. Niewykluczone więc jest, że podczas spotkania w Głogowie doszło do rozmów na temat budowy bloku militarno-politycznego przy pomocy Stolicy Apostolskiej skierowanego przeciw Mongołom.

## Konflikt z biskupstwem wrocławskim (1269–1273)
Szczególne miejsce pośród śląskich instytucji kościelnych przynależało do biskupstwa wrocławskiego. Ze względu na posiadanie na Śląsku największego areału ziemskiego stanowiło wielką siłę polityczną. Biskupi, wykorzystując swoją siłę materialną, uporczywie walczyli z książętami o nowe przywileje i wolności dla kościoła. Już w 1245 r. na obszarze ziemi głogowskiej biskup wrocławski posiadał 13 całych wsi, a nadto 8 części wsi. Następnie dobra te stale się rozrastały. Konrad głogowski zabiegał o jak najlepsze stosunki z biskupem Tomaszem I. Wiele wskazuje na to, że stosunki te naprawdę układały się jak najlepiej. W 1253 r. książę Konrad obdarzył dobra biskupie szerokim immunitetem, poszerzonym jeszcze w roku 1261. Był to pierwszy przypadek nadania ogólnego immunitetu dla dóbr biskupich na obszarze Dolnego Śląska.
Poprawne stosunki utrzymywały się przez czas sprawowania sakry biskupiej przez Tomasza I. Po jego śmierci Konrad zerwał z polityką współpracy z Kościołem. Po 1269 roku książę korzystając z wakansu na stolicy biskupiej (1268–1270) rozpoczął akcję rewindykacji dóbr kościelnych, które jego zdaniem Kościół nabył bezprawnie. Zabronił wybierania niektórych dziesięcin, w końcu przenosił swe wsie na prawo niemieckie i dlatego też zmieniał w nich sposób wybierania dziesięciny na mniej zadowalający dla Kościoła. Z nastaniem nowego biskupa Tomasza II wybuchł ostry konflikt pomiędzy biskupstwem a księciem głogowskim. Spór zakończył się porażką księcia, który musiał potwierdzić biskupowi otrzymane stare przywileje oraz dodatkowo wydać nowe ustępstwa książęce. Książę pomimo poparcia ze strony świeckiej części społeczeństwa i części niższego kleru był zmuszonym ulec potędze kościelnej, zdjęcie ciążącej na nim klątwy wyceniono na 800 grzywien srebra.

## Gospodarcza działalność Konrada
Książę troszczył się o swe majątki, by posiadać silną pozycję wobec własnego społeczeństwa. Niewielka ilość wielkiej własności stanowiła korzystną dla księcia sytuację. Poza okolicami Krosna na ziemi głogowskiej brak było wielkich posiadłości możnowładczych, więcej za to było własności drobnej, cząstkowej. Książę Konrad zapobiegał powstaniom nowych fortun. Znane są jedynie dwa jego nadania na rzecz świeckich osób.
Z obecnie znanych dokumentów książęcych wynika, że Konrad w ciągu swego panowania uszczuplił dobra książęce o pięć wsi, 12 części wsi oraz jeden młyn.
Ziemia głogowska przed 1250 r. w słabym stopniu objęta została procesem lokacji miejskich. W okresie tym poświadczone są tylko trzy miasta lokowane: Nowogrodziec nad Kwisą, Bolesławiec i Lubiąż. Konradowi można przypisać lokację Głogowa, Szprotawy, Bytomia i Kożuchowa, a więc tylko czterech miast.
W literaturze panuje osąd, że zasługi Konrada jako organizatora kolonizacji wiejskiej nie były znaczące. Znanych jest kilka dokumentów lokacyjnych dla wsi, a w czasie panowania księcia pojawiają się wzmianki o 14 nowo lokowanych wsiach.

## Następstwo po Konradzie I głogowskim

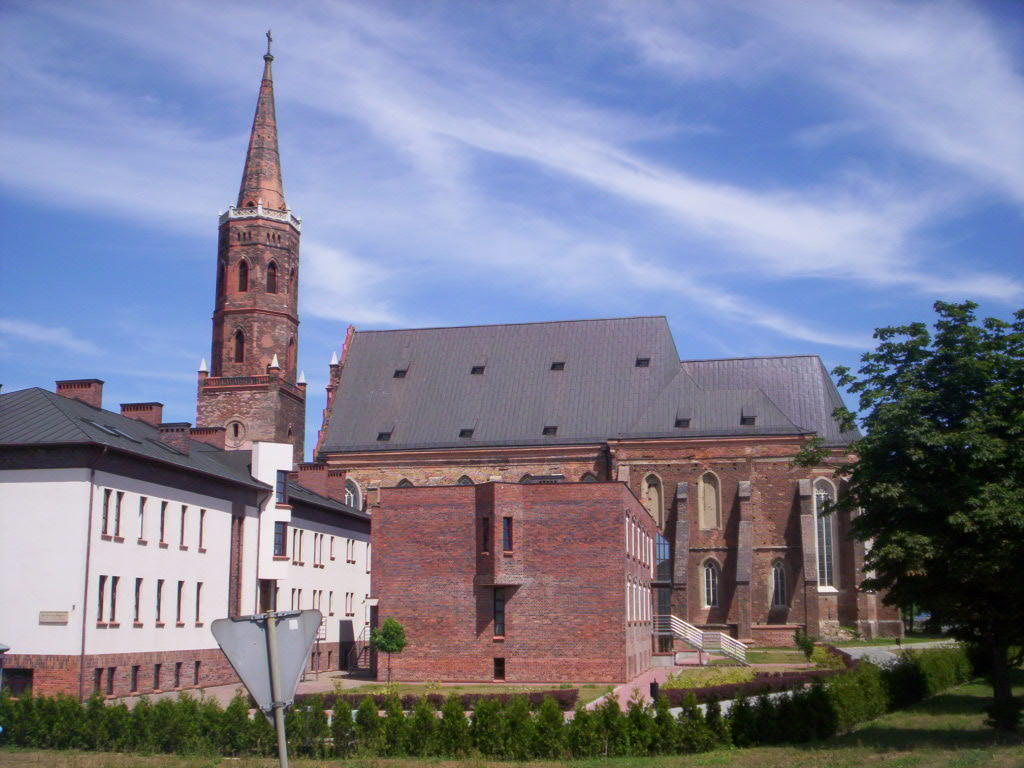
Kolegiata Wniebowzięcia Najświętszej Maryi Panny w Głogowie

Konrad I był dwukrotnie żonaty: po śmierci Salomei Odonicówny ożenił się z córką Dytryka Mądrego z rodu Wettynów, Zofią. Dzieci dochował się sześcioro: trzech synów (Henryk III głogowski, Przemko ścinawski i Konrad II Garbaty), oraz trzy córki (były to Anna wydana za mąż za Ludwika II Wittelsbacha, księcia bawarskiego, Eufemia wydana za hrabiego Gorycji Albrechta II i Jadwiga, późniejsza ksieni klasztoru we Wrocławiu).
Konrad zmarł 6 sierpnia 1273 lub 1274 r. wskutek otrucia. Data dzienna jest całkowicie bezdyskusyjna, poświadczona przez różne dokumenty, rozbieżności występują, jeśli chodzi o datę roczną śmierci księcia, która wynika z ostatniego dokumentu wystawionego przez księcia. Konrad został pochowany w kolegiacie głogowskiej, której był fundatorem.